# Wywiad (rozmowa)

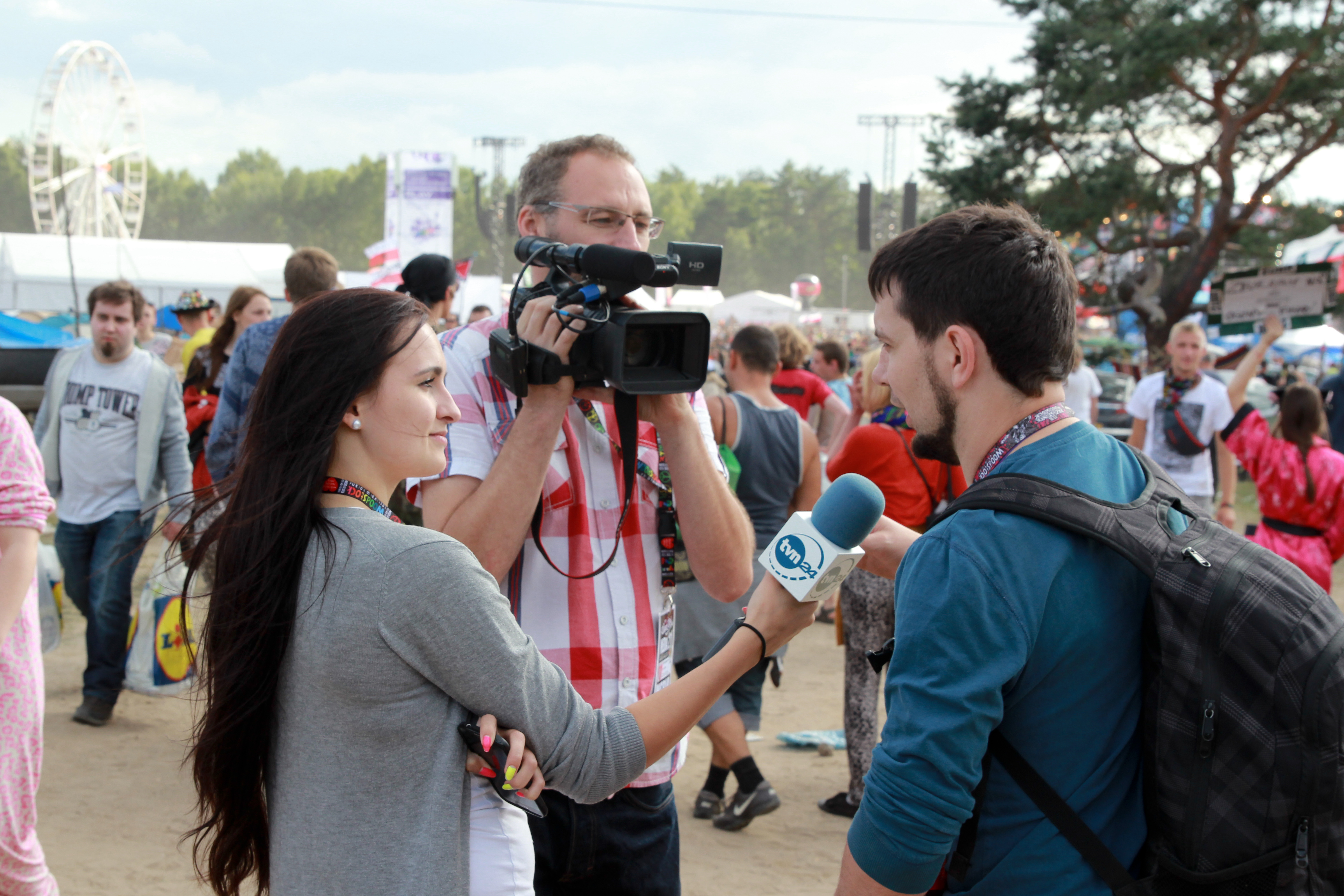
Wywiad telewizyjny

Wywiad – przeznaczona do publikacji rozmowa przeprowadzona przez dziennikarza z budzącą zainteresowanie, najczęściej znaną osobą (twórcą, sportowcem, politykiem, celebrytą itp.). Terminem tym określa się również sposób zdobywania przez dziennikarza informacji.

## Charakterystyka

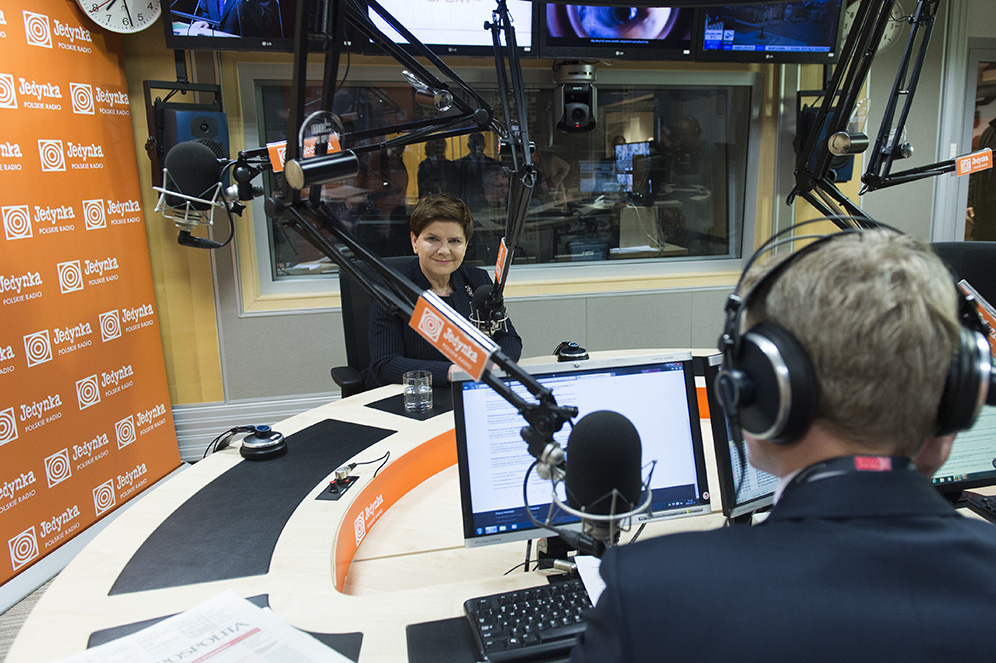
Wywiad radiowy

Wywiad ma strukturę rozmowy, w której naprzemiennie występują formułowane przez dziennikarza krótkie pytania (lub zdania mające funkcję pytań) i dłuższe odpowiedzi rozmówcy. Inne gatunki dziennikarskie nie muszą w tak bezpośredni sposób przekazywać dynamiki procesu zasięgania informacji przez dziennikarza. W wywiadzie prasowym słowa obu uczestników przytaczane są w mowie niezależnej i są wizualnie odróżnione od siebie. Poza elementami takimi jak tytuł, lead oraz korpus zawierający wymianę replik między dziennikarzem a interlokutorem, w wywiadzie może pojawić się również nota biograficzna o rozmówcy, wyimki tekstowe (cytaty graficznie wyeksponowane poprzez np. zmianę czcionki, umieszczenie w ramce), fotografie bohatera lub bohatera z dziennikarzem w miejscu przeprowadzenia wywiadu czy też opis okoliczności towarzyszących wywiadowi, na kształt didaskaliów.
Wywiady rzadko przeprowadza się z osobami mało znanymi; zwykle ich bohaterami są osoby „reprezentujące coś w danej dziedzinie” – zajmujące istotną pozycję w sprawach politycznych, gospodarczych lub też cieszące się autorytetem ze względu na swoje osiągnięcia artystyczne, naukowe, sportowe lub wykonywany zawód. Wśród czynników mających wpływ na wybór bohatera wywiadu wymienia się: jego kompetencje, zajmowane stanowisko lub funkcję, popularność, autorytet, osobowość, zwyczajowość, niezwykłość.
Wywiad uważany jest za formę wypowiedzi medialnej, która wprowadza odbiorcę „za kulisy” pracy dziennikarza. Z tym według badaczy wiąże się jego atrakcyjność – daje on bowiem wrażenie bezpośredniego kontaktu ze słowem rozmówcy (co z kolei ma być gwarantem, że zostało ono przekazane wiernie i bez przekłamań). Jest to jednak wrażenie tylko pozorne, gdyż wywiad prasowy zawsze przed publikacją podlega obróbce i – na ogół – autoryzacji, co może doprowadzić do znaczących zmian merytorycznej zawartości wypowiedzi względem jej pierwotnej wersji. Również rejestrowane wywiady telewizyjne i radiowe poddawane są opracowaniu, a rozmówca ma prawo do autoryzacji. Jako idealną formę wywiadu wskazuje się bezpośrednią rozmowę przed audytorium.

## Klasyfikacja i rodzaje
Wywiad jest gatunkiem łączącym w sobie cechy informacji i publicystyki: informuje o faktach, jednocześnie ujawniając poglądy rozmówcy, którego osoba i wyrażane opinie są celowo eksponowane. Jest to powodem dla którego badacze odmiennie klasyfikują wywiad w przestrzeni dwóch tradycyjnych zbiorów: gatunków informacyjnych i publicystycznych. Określany jest on m.in. jako gatunek pograniczny, informacyjno-publicystyczny, „skomplikowany gatunek informacyjny” lub niezaliczany w ogóle do żadnej z tych kategorii.
Wśród opisanych w literaturze przedmiotu typologii wywiadu wymienić można m.in. podziały ze względu na:
- medium: wywiad prasowy, radiowy, telewizyjny, w formie książki[21][22];
- dominującą tematykę:
  - zur Sache – dotyczy faktów informacyjnych;
  - zur Person – prezentujący osobowość i przekonania rozmówcy (publicystyczny).

Autorem tej klasyfikacji jest Hans-Joachim Netzer;
- metodę przygotowania – wywiad:
  - improwizowany – kiedy dziennikarz nie zawsze jest w stanie przewidzieć, z kim przeprowadzi rozmowę, np. podczas imprez masowych;
  - przygotowany  – dziennikarz opracowuje wcześniej pytania, biorąc pod uwagę temat i rozmówcę; autoryzowany w przypadku prasy, emitowany na żywo lub rejestrowany w przypadku radia i telewizji[24].

## Historia
Wśród pierwowzorów wywiadu prasowego wskazuje się:
- starożytne dialogi, których autorami byli m.in. Platon i Lukian z Samosat;
- średniowieczne dialogowane traktaty i pisma filozoficzne;
- druki ulotne z okresu reformacji i kontrreformacji;
- artykuły polityczne w formie pytań i odpowiedzi[1][25].

Mimo to wywiad jest gatunkiem autochtonicznym dla prasy, tj. ukształtowanym na łamach tego medium.
Pierwszym opublikowanym wywiadem był wywiad Jamesa Gordona Bennetta Sr., ojca Jamesa Gordona Bennetta Jr., z pocztmistrzem z Buffalo, opublikowany w „New York Herald” 13 października 1835 r. Bennetta uważa się za twórcę tego gatunku.